# 卡洛塔别墅

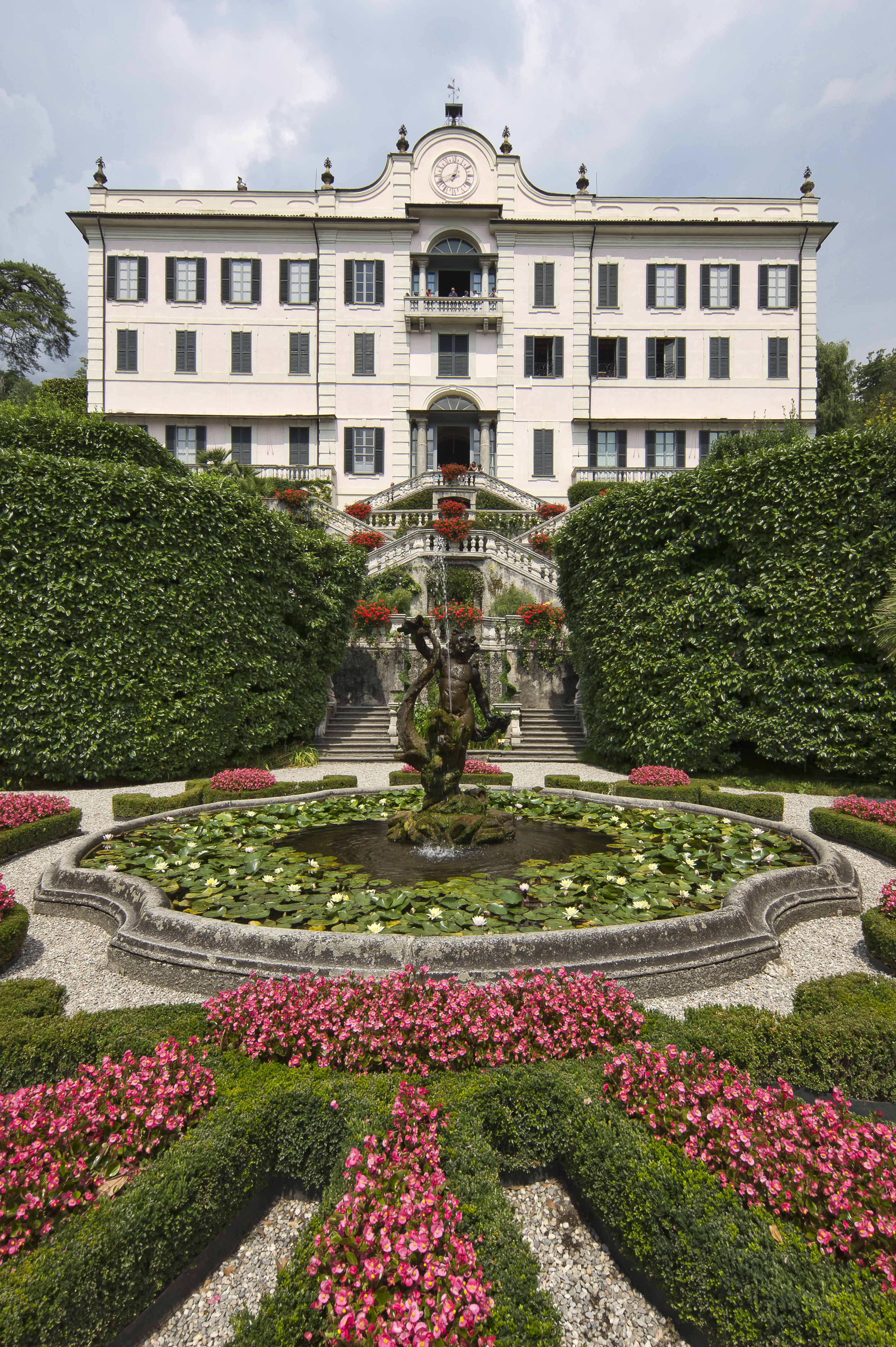
卡洛塔别墅

卡洛塔别墅（Villa Carlotta）是意大利北部科莫省特雷梅佐的一座别墅及植物园，位于科莫湖湖畔，贝拉焦半岛对面。别墅连同花园里的阶梯、喷泉和雕塑建于同一时期。它现在是一个博物馆，收藏卡诺瓦等人的艺术品。
别墅共有三层，其中两层对公众开放。艺术品主要在下层展出，而上层是观赏湖景、周围群山以及对岸的贝拉焦的地点。
卡洛塔别墅是结婚礼物。 1850 年，在她与萨克森-迈宁根公爵乔治二世结婚之际，奥兰治-拿骚的玛丽安公主将它送给了她的女儿卡洛塔。

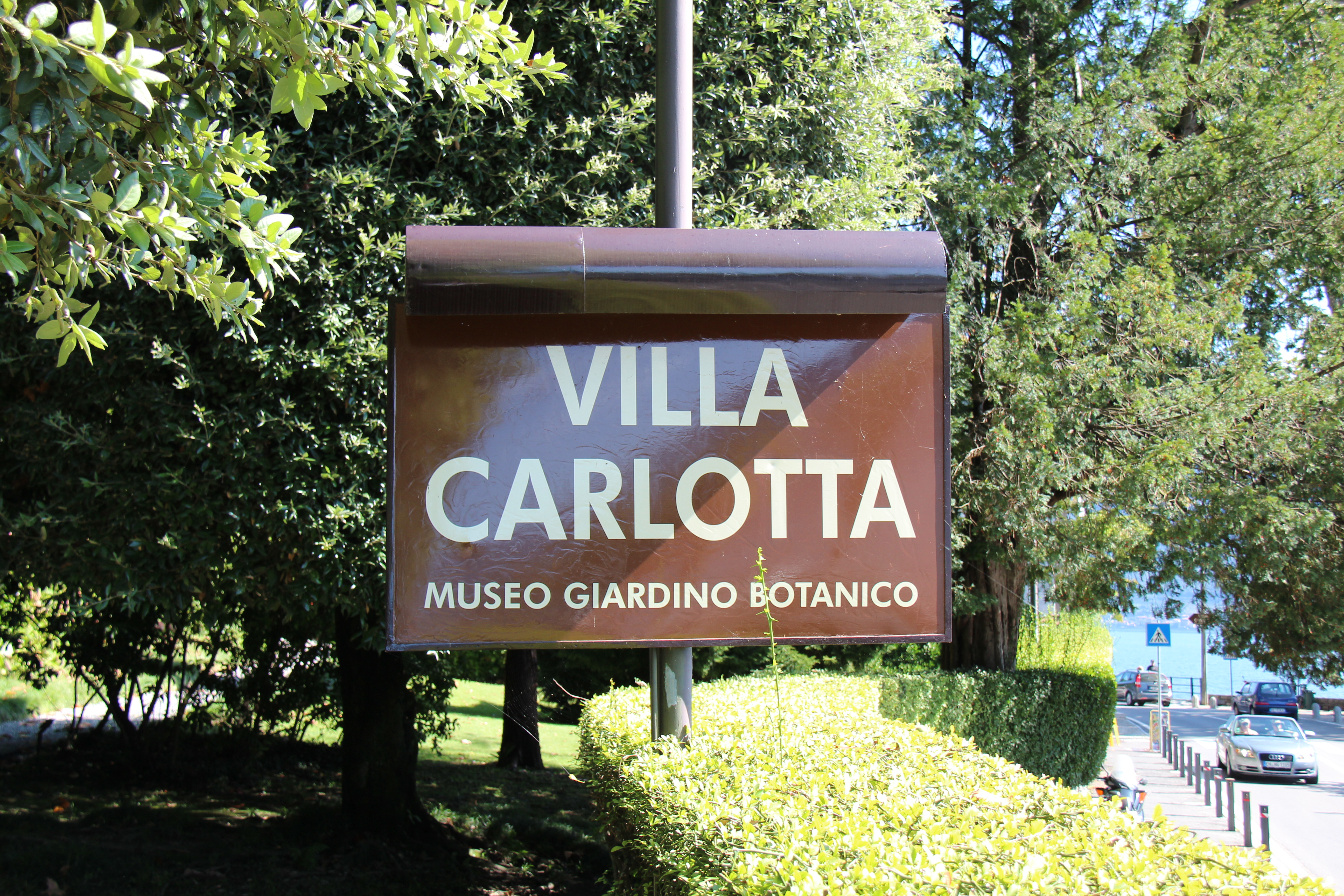
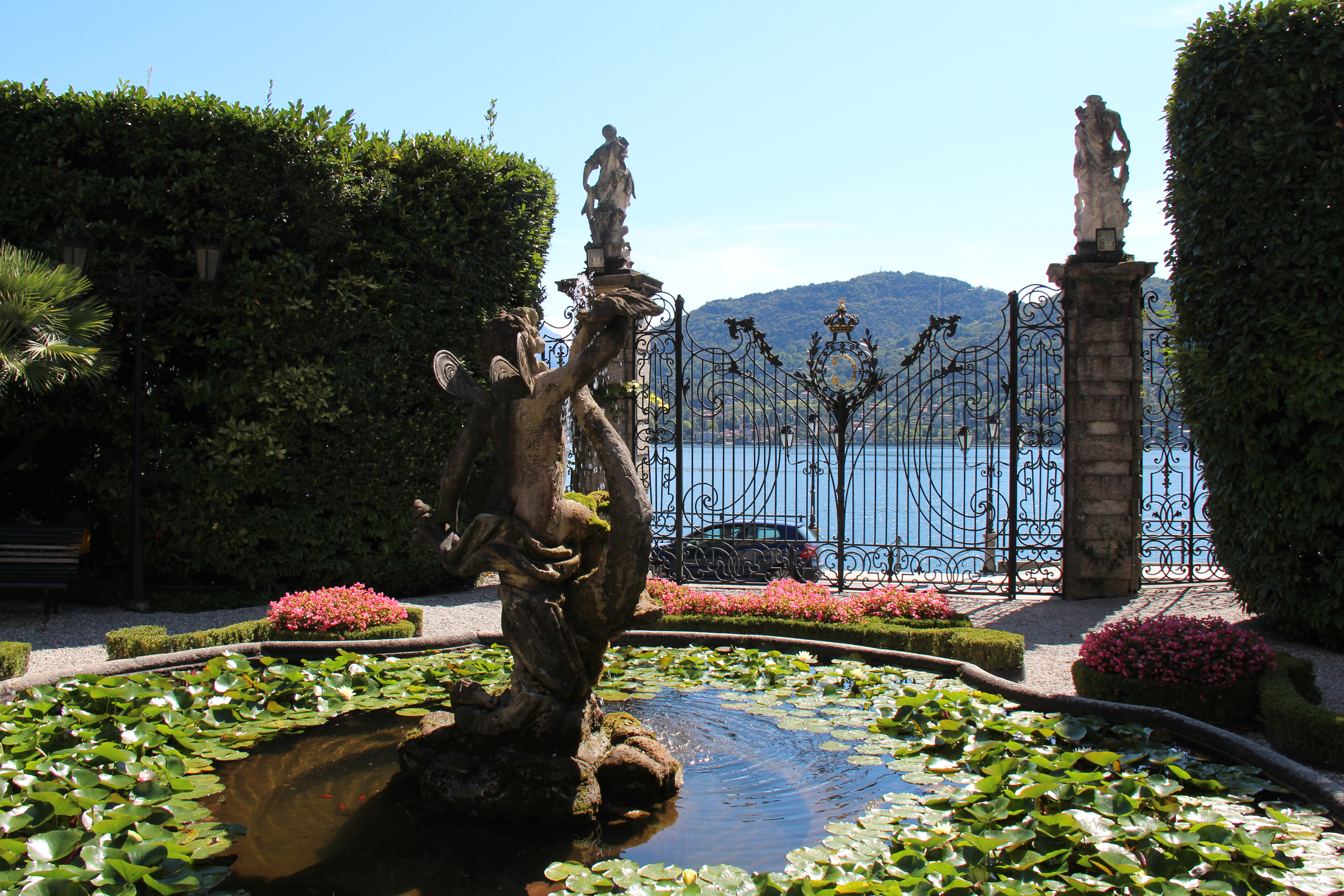
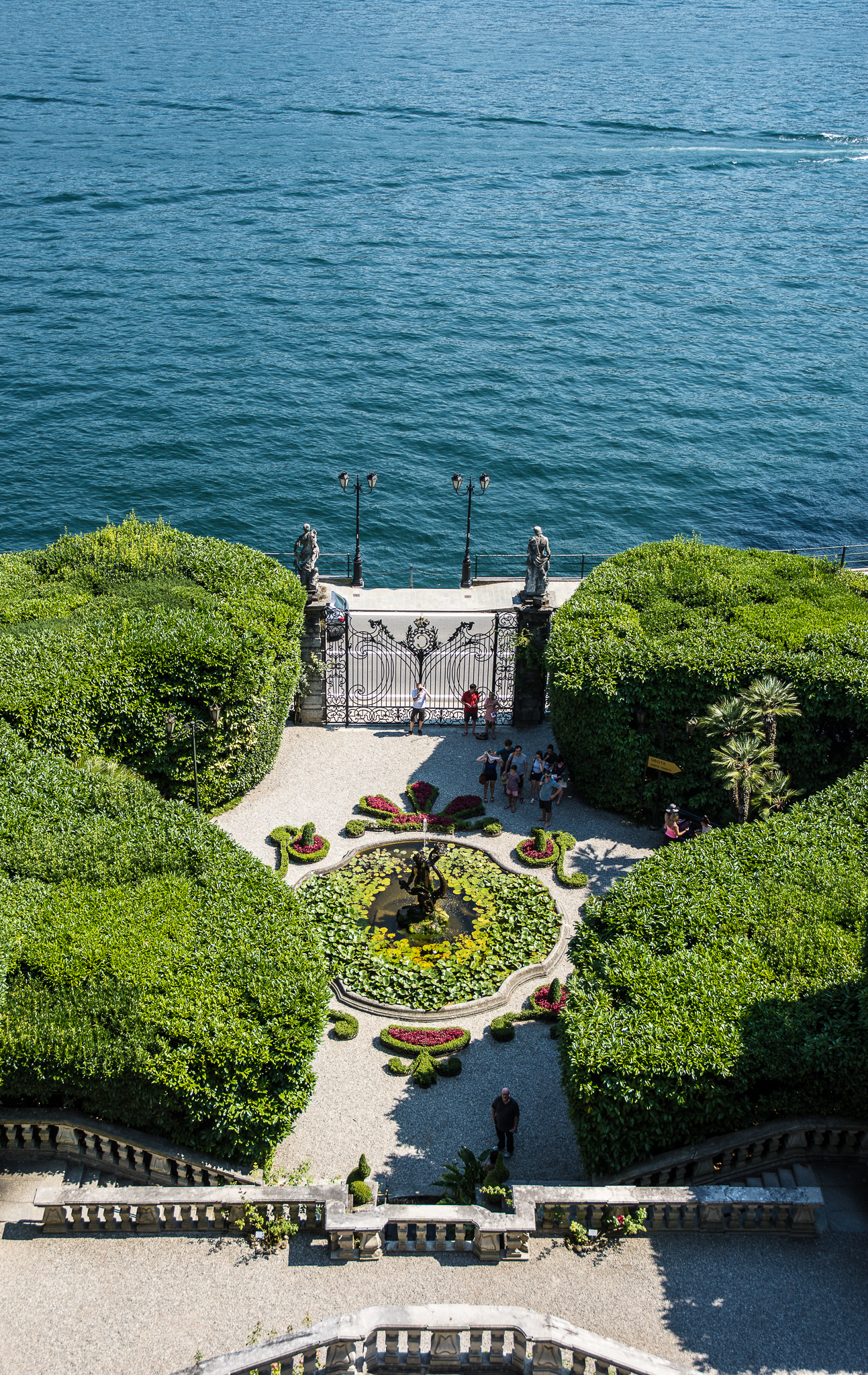